# Radula novocaledoniensis
Radula novocaledoniensis là một loài rêu trong họ Radulaceae. Loài này được K. Yamada mô tả khoa học đầu tiên năm 1985.